# 棘海馬
棘海馬為輻鰭魚綱棘背魚目海龍魚科的其中一種，被IUCN列為次級保育類動物，分布於印度太平洋區，包括斯里蘭卡、泰國、馬來西亞、印尼、台灣、越南、菲律賓、柬埔寨、澳洲等海域，棲息深度可達70公尺，體長可達17.2公分，棲息在珊瑚礁或沙石底質海域，屬肉食性，以小型甲殼類為食，卵胎生。